# Protaetia bidentipes
Protaetia bidentipes är en skalbaggsart som beskrevs av Gilbert John Arrow 1907. Protaetia bidentipes ingår i släktet Protaetia och familjen Cetoniidae. Inga underarter finns listade i Catalogue of Life.